# Ramat Cvi
Ramat Cvi (hebrejsky רָמַת צְבִי, doslova „Cviho výšina“ či „Gazelí výšina“, anglicky Ramat Tzvi, v oficiálním seznamu sídel Ramat Zevi) je vesnice typu mošav v Izraeli, v Severním distriktu, v Oblastní radě Gilboa.

## Geografie
Leží na planinách Ramot Isachar, v nadmořské výšce 61 metrů, 20 kilometrů jihozápadně od Galilejského jezera a 15 kilometrů západně od řeky Jordánu, v oblasti s intenzivním zemědělstvím.
Jihovýchodně odtud přechází Ramot Isachar do náhorní planiny Ramat Cva'im a Ramat Moledet, kam také směřuje vádí Nachal Cva'im. K jihu se terén svažuje do Charodského údolí, respektive jeho výběžku nazývaného Bik'at ha-Šita. Západně od vesnice prochází vádí Nachal Šejzafim. Dál k západu se zvedá vrch Giv'at Bolek jako předstupeň masivu Giv'at ha-More.
Vesnice se nachází cca 10 kilometrů východně od města Afula, cca 83 kilometrů severovýchodně od centra Tel Avivu a cca 47 kilometrů jihovýchodně od centra Haify. Ramat Cvi obývají Židé, přičemž osídlení v tomto regionu je převážně židovské. Pouze na severní straně leží několik vesnic, které obývají izraelští Arabové. Nejblíže z nich je to vesnice Tajbe a Na'ura.
Ramat Cvi je na dopravní síť napojen pomocí lokální silnice číslo 717.

## Dějiny
Vesnice byla založena v roce 1942. Podle jiného zdroje už roku 1941. Zakladateli byli členové organizace Irgun ha-Galil (ארגון הגליל). Původně se nová osada nazývala Tamra – תמרה (podle nedaleké arabské vesnice). Později pojmenována na počest Cviho Monskiho (צבי מונסקי), amerického židovského předáka angažovaného v organizaci B'nai B'rith. Prvními obyvateli byli dva osadníci. Pak začalo obyvatelstva přibývat. Zástavbu zpočátku tvořily provizorní stany. Vesnice se potýkala s nedostatkem vody. Ta sem byla zavedena až roku 1946. Roku 1947 přišlo 12 nových rodin.
Roku 1949 měla vesnice 112 obyvatel a rozlohu katastrálního území 5100 dunamů (5,1 kilometrů čtverečních).
Ekonomika obce je založena zčásti na zemědělství. Část obyvatel za prací dojíždí mimo obec. Vedení mošavu plánuje stavební expanzi o 100 nových domů. V Ramat Cvi funguje zdravotní středisko, synagoga, obchod a sportovní areály.

## Demografie
Obyvatelstvo mošavu Ramat Cvi je sekulární. Podle údajů z roku 2014 tvořili naprostou většinu obyvatel v Ramat Cvi Židé (včetně statistické kategorie "ostatní", která zahrnuje nearabské obyvatele židovského původu ale bez formální příslušnosti k židovskému náboženství).
Jde o menší sídlo vesnického typu s dlouhodobě rostoucí populací. K 31. prosinci 2014 zde žilo 594 lidí. Během roku 2014 populace stoupla o 0,3 %.
| Rok            | 1948 | 1949 | 1961 | 1972 | 1983 | 1995 | 2001 | 2003 | 2004 | 2005 | 2006 | 2007 | 2008 | 2009 | 2010 | 2011 | 2012 | 2013 | 2014 |
| -------------- | ---- | ---- | ---- | ---- | ---- | ---- | ---- | ---- | ---- | ---- | ---- | ---- | ---- | ---- | ---- | ---- | ---- | ---- | ---- |
| Počet obyvatel | 126  | 112  | 221  | 179  | 315  | 358  | 392  | 394  | 400  | 420  | 428  | 431  | 438  | 492  | 514  | 540  | 556  | 592  | 594  |